# 北部横貫公路

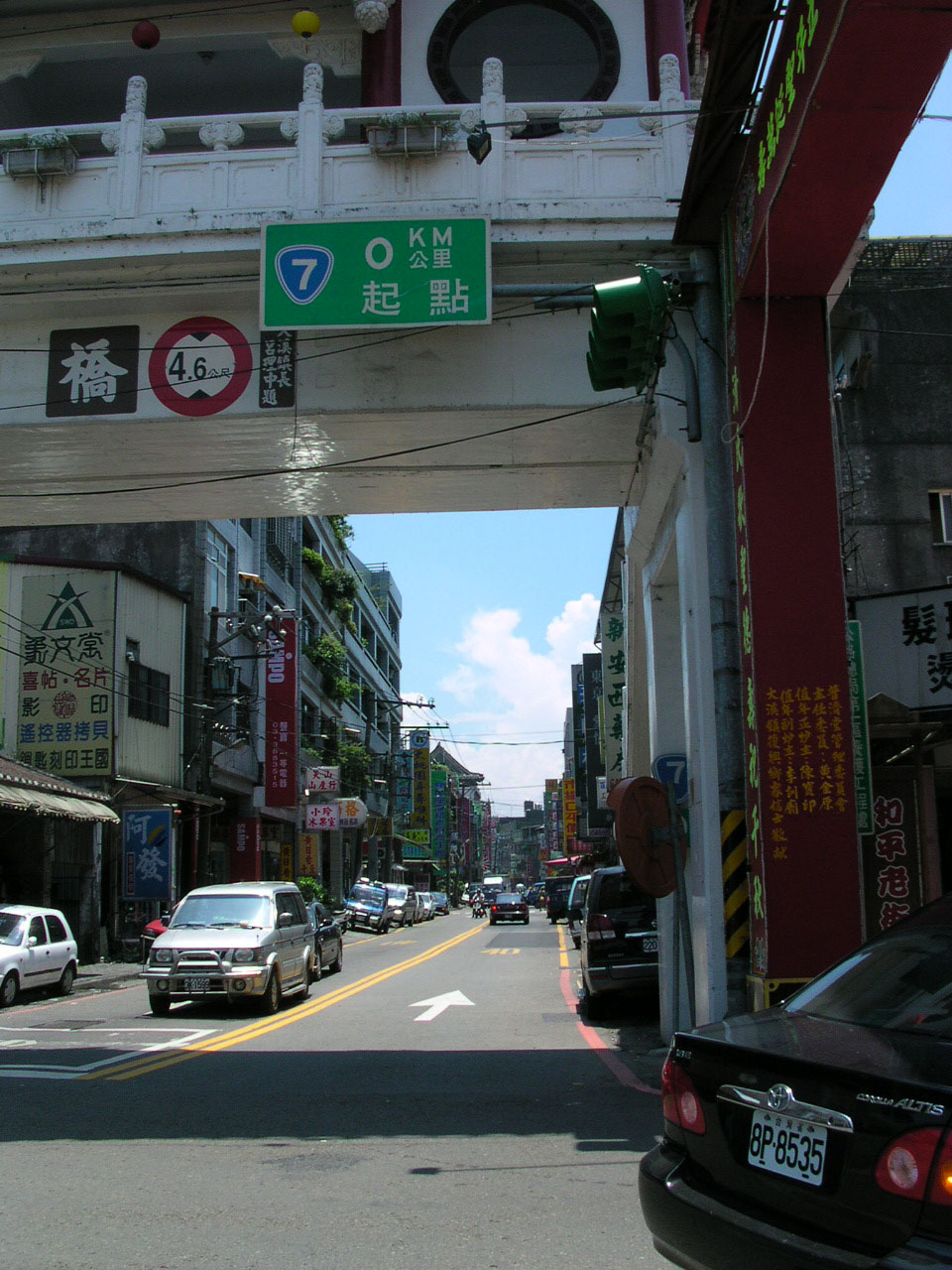
大渓慈康観光陸橋の北部横貫公路の起点にある「7」の標識

北部横貫公路（ほくぶおうかんこうろ）は、台湾の北部を東西に横断する、全長約129.5kmの省道台7線の自動車道である。一般には「北横公路」と呼ばれる。

## 路線
桃園市大渓区の慈康観光陸橋を起点とし
- 大渓
たいけい

- 下田心子
しも-でんしんし

- 上田心子
かみ-でんしんし

- 三層
さんそう

- 頭寮（慈湖）
とうりょう

- 八結（百吉）
はっけつ

- 水流東（中国語版）
すいりゅうとう

- 角板山社（中国語版）
かくばんざん-しゃ

- ハブン社（中国語版）（霞雲坪）
はぶん-しゃ

- キョパン社（中国語版）（羅浮）
きょぱん-しゃ

- カウボー社（高坡）
こうぼう-しゃ

- ブナオ社（雪霧鬧）
ぶなお-しゃ

- ピヤワイ社（比亞外）
ぴやわい-しゃ

- カウイラン社（中国語版）（高義）
こういらん-しゃ

- ソロ社（蘇樂）
そろ-しゃ

- 稜角
りょうかく

- バロン社（中国語版）（巴陵）
ばろん-しゃ

- ララ山口（中国語版）
らら-さん-ぐち

- タマン渓（大曼）
たまん-けい

- 萱原
かやはら

- 四稜（中国語版）
しりょう

- 西村（桃園宜蘭県界）
にしむら

- 田丸
たまる

- 池ノ端（中国語版）（明池）
いけのはた

- ボンボン社（梵梵/英士）
ぼんぼん-しゃ

- 松羅社
しょうら-しゃ

- 玉蘭
ぎょくらん

- 崙埤子
ろんひし

- 粗坑
そうこう

- 再連
さいれん

- 蚊子煙埔
ぶんしえんほ

- 上深溝
かみ-しんこう

- 三䦰
さんき

- 員山
いんざん

- 宜蘭
ぎらん

## 歴史
前身は日本統治時代に建設された「角板山三星間道路」である。戦後、計画段階では「北段横貫公路」と呼ばれていたが、開通後は「省道台7線」の呼称が定着している。1966年5月に全線開通し、現在に至っている。